# 海保漁村
海保 漁村（かいほ ぎょそん、寛政10年11月22日〈西暦1798年12月28日〉 - 慶応2年9月18日〈西暦1866年10月26日〉）は、幕末の考証学派の儒学者、漢学者。名は元備、紀之。字は純卿、春農。通称は章之助。別号は伝経廬。徳川300年屈指の大儒と称されながら、庶民教育に徹した。

## 生涯
安房里見氏の血筋を引き、寛政10年11月22日、上総国武射郡北清水村（現・千葉県山武郡横芝光町北清水）の村方の医師たる海保修之の三男として生まれる。
22歳の時、学問で身をたてることを決意して江戸に出る。幕府御殿医たる多紀桂山の内弟子などを経て、儒学者たる太田錦城の塾に入門。やがて門下の第一人者となり、27歳で儒学者として独立。下谷久保町（現・東京都台東区）に「掃葉軒」を開塾した。当時の多くの私塾が武士や豪農の子弟を優遇したのと異なり、身分の隔たりなく庶民の子弟に学問を教え、その成果は当時の儒学界で高く評価された。
晩年の漁村は、佐倉藩校成徳書院で儒学を講義するとともに幕府医学館の躋寿館の儒学教授として多くの学生を指導し、生涯を庶民教育と日中の古典研究に捧げた。
慶応2年9月18日、69歳で他界。墓所は江戸本所の普賢寺。普賢寺は後に移転し、現在は東京都府中市紅葉丘に所在する。生家跡は、「海保漁村先生誕生之處」として、昭和14年（1939年）12月15日に千葉県の指定史跡となった。

## 著作
- 『漁村文話』
- 『周易古占法』
- 『補注文章軌範』 - 冨山房「漢文大系」に収録。

ほか。

## 門人
著名な門人に、明治漢学の泰斗島田篁村、漢学者で文章家の信夫恕軒、政財界の重鎮鳩山和夫や渋沢栄一がいる。

## 年譜
- 寛政10年（1798年） - 上総国武射郡北清水村（現・千葉県山武郡横芝光町北清水）の「海保修之」の三男として生まれる。
- 文政4年（1821年） - 儒学者「太田錦城」の塾に入門。27歳の時に儒学者として独立。
- 天保元年（1830年） - 江戸下谷久保町（現・東京都台東区）に「掃葉軒」を開塾、身分の隔たりなく庶民の子弟に学問を教える。
- 天保14年（1843年） - 佐倉藩の「成徳書院」の儒官となる。
- 安政4年（1857年） - 幕府の医学館（躋寿館）の儒学教授となる。
- 慶応2年（1866年） - 69歳で亡くなる。墓所は江戸本所（現在は東京都府中市紅葉丘）の普賢寺。